# Amphiute
Amphiute is een geslacht van sponsdieren uit de klasse van de Calcarea (kalksponzen).

## Soorten
- Amphiute lepadiformis Borojevic, 1967
- Amphiute paulini Hanitsch, 1894